# Halabor, Bereg
Halabor (în ucraineană Галабор, maghiară Halábor) este o comună în raionul Bereg, regiunea Transcarpatia, Ucraina, formată numai din satul de reședință.

## Demografie
Componența lingvistică a comunei Halabor
     Maghiară (98,14%)
     Ucraineană (1,6%)
     Alte limbi (0,27%)
Conform recensământului din 2001, majoritatea populației comunei Halabor era vorbitoare de maghiară (98,14%), existând în minoritate și vorbitori de ucraineană (1,6%).